# Sparkasse Ried-Haag
Die Sparkasse Ried im Innkreis-Haag am Hausruck (meist kurz Sparkasse Ried-Haag genannt) ist ein oberösterreichisches Bankunternehmen mit Sitz in Ried im Innkreis.
Die Sparkasse Ried-Haag gehört zur österreichischen Sparkassengruppe, welche mit ihrem Leitinstitut der Erste Bank eine der größten Bankengruppen in Österreich ist.

## Geschichte

### Entstehung der Sparkasse
Genau zehn Jahre nach der Stadterhebung, nahm am 1. Jänner 1867 die Sparkasse der Stadt Ried im Innkreis ihr erstes Geschäftsjahr auf. Die offizielle Eröffnung fand zwar schon am Tag zuvor, am 31. Dezember 1866 statt, jedoch wurden an diesem Tag keine Geldtransaktionen getätigt. Im Jahr 1980 entstand durch den Zusammenschluss der Sparkasse Ried im Innkreis und der Sparkasse Haag am Hausruck die heutige Sparkasse Ried-Haag.

#### Gründungsgedanke
1819 wurde der „Verein der ERSTEN Österreichischen Spar-Casse“ in Wien gegründet. Er entstand aus dem Bemühen der gehobenen sozialen Schichten, einen Beitrag zur Linderung der Not der Armen zu leisten und war somit in erster Linie ein sozialer Akt.
Es dauerte jedoch noch genau 40 Jahre bis sich der Gründungsgedanke durch sanften Druck und Überzeugungsarbeit der politischen Behörden auch im Innviertel durchzusetzen begann.

#### Sparkassengründungen im Innviertel
Den Vorstoß machte die Marktgemeinde Mauerkirchen (Bezirk Braunau am Inn) zusammen mit den zwölf Gemeinden des gleichnamigen Gerichtsbezirks. Sechs Jahre nach dem Gründungsaufruf, im Jahr 1859, entstand in dieser kleinen Gemeinde die erste Sparkasse des Innviertels und das erste Geldinstitut im Innviertel überhaupt. 1861 kam es zur Gründung der Stadtsparkasse Braunau am Inn und im Jahr 1863 eröffnete auch die Stadtgemeinde Schärding am Inn eine eigene Gemeindesparkasse. Allmählich setzte sich der Gründungsgedanke bei den betroffenen Kommunen durch. Nach wiederholten Anläufen gelang es 1866 auch der Stadtgemeinde Ried im Innkreis ein eigenes Sparkasseninstitut zu gründen. Von allen angeführten Innviertler Sparkassen besteht heute nur noch die Sparkasse Ried-Haag als selbstständiges und unabhängiges Institut. Alle anderen Sparkassen wurden vorwiegend in den 1990er-Jahren mit den Sparkassen Linz (Schärding, Raab, Obernberg a. I. und Mauerkirchen) und Salzburg (Braunau a. I. und Mattighofen) fusioniert und verloren dabei ihre Selbstständigkeit. Die Sparkasse Engelhartszell wurde schon vor Jahrzehnten mit der Sparkasse Peuerbach verschmolzen.

### Das Sparkassenlokal

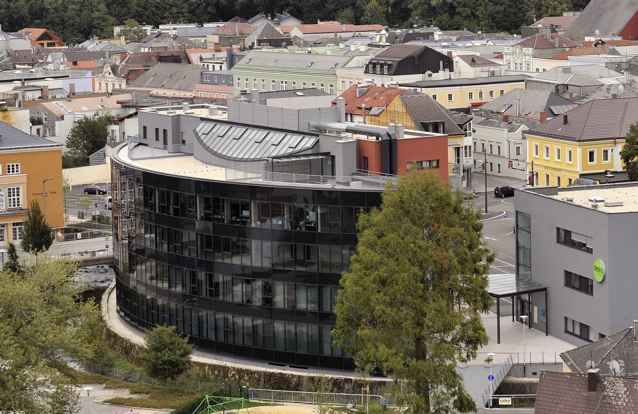
Rückansicht des Gebäudes der Sparkasse Ried-Haag

Als Amtslokal stellte die Stadtgemeinde der Sparkasse Räume im städtischen Rathaus zur Verfügung. Es handelte sich um drei Zimmer, die sich im zweiten Stock auf der Roßmarktseite befanden. Mit diesem eher bescheidenen Raumangebot musste die Sparkasse bis zum Rathausneubau im Jahr 1893 das Auslangen finden.
Die Sparkasse blieb bis zum Jahr 1951 im Rathaus. 1950 kaufte sie den „Innviertler Hof“, Hauptplatz Nr. 44, von der Familie Kriechbaum und baute ihn für Sparkassenzwecke um. Das Gebäude wurde 1972 abgerissen; an seiner Stelle wurde ein Neubau errichtet, in dem das Institut 35 Jahre blieb. Im November 2007 übersiedelte die Sparkasse Ried-Haag in das neue Gebäude am Marktplatz, das allen Anforderungen eines modernen Geldinstituts entspricht.

### Förder- und Spendentätigkeit
Aufgrund §22 Sparkassengesetz spendet die Sparkasse Ried-Haag seit ihrer Gründung jährlich beträchtliche Summen für den Zweck der Allgemeinheit an die Stadtgemeinde Ried und die Gemeinde Haag. Ohne diese Unterstützung wäre es den Gemeinden oft nicht möglich gewesen, bedeutende Vorhaben zu verwirklichen.
Von der Sparkasse Ried-Haag unterstützte Projekte:
- Bau des Gymnasiums
- Neubau des Rathauses
- Errichtung der städtischen Kanalisation
- Einleitung des Telefons
- Zuwendungen an Vereine und Institutionen
- Bau des Sparkassen-Stadtsaals
- Bau des Einsatzzentrum der Freiwilligen Feuerwehr und des Roten Kreuzes in Haag am Hausruck
- Errichtung der Landesmusikschule Ried im Innkreis im Konvikt

## Bilder

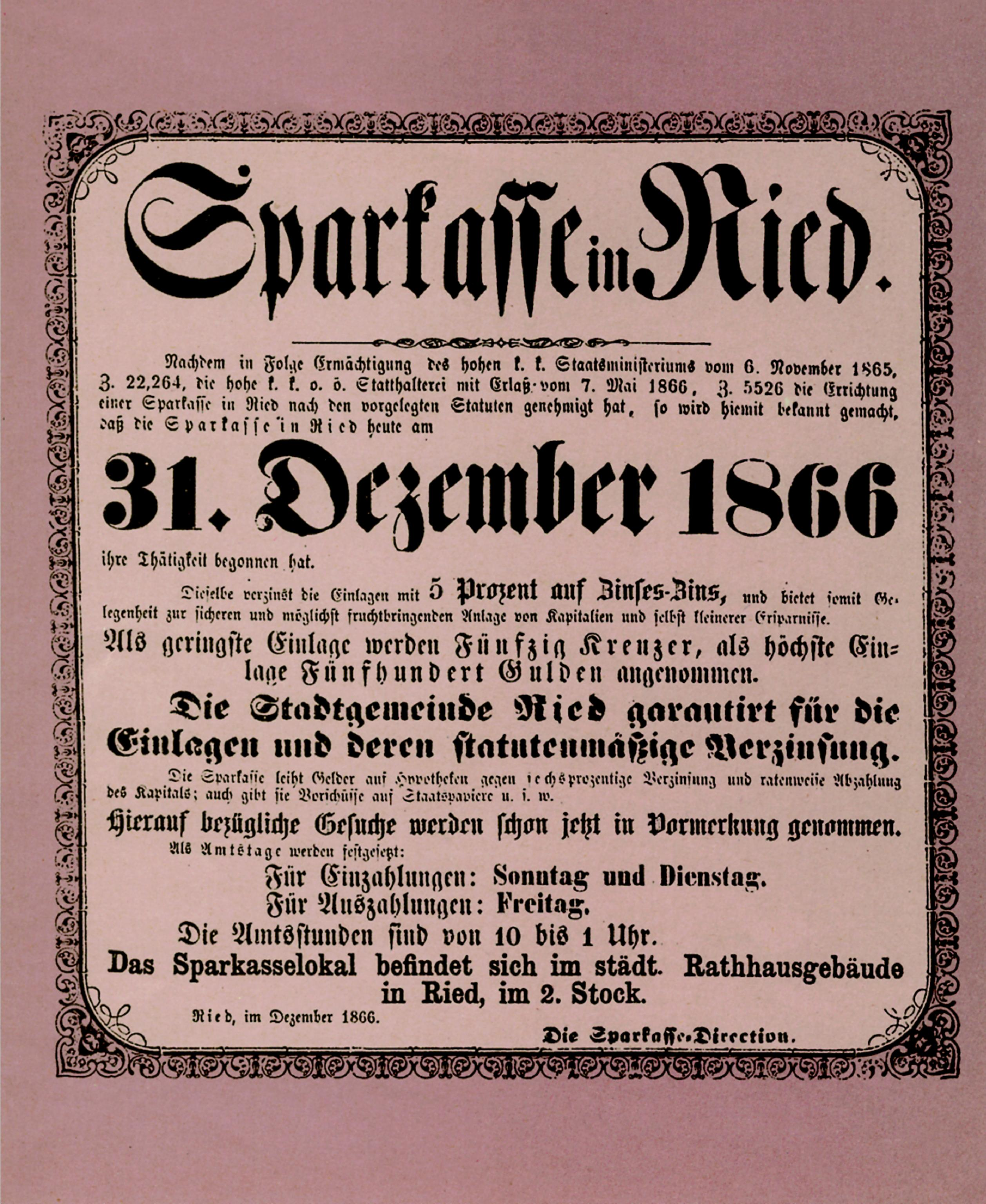
Ankündigung im Rieder Volksblatt am 31. Dezember 1866
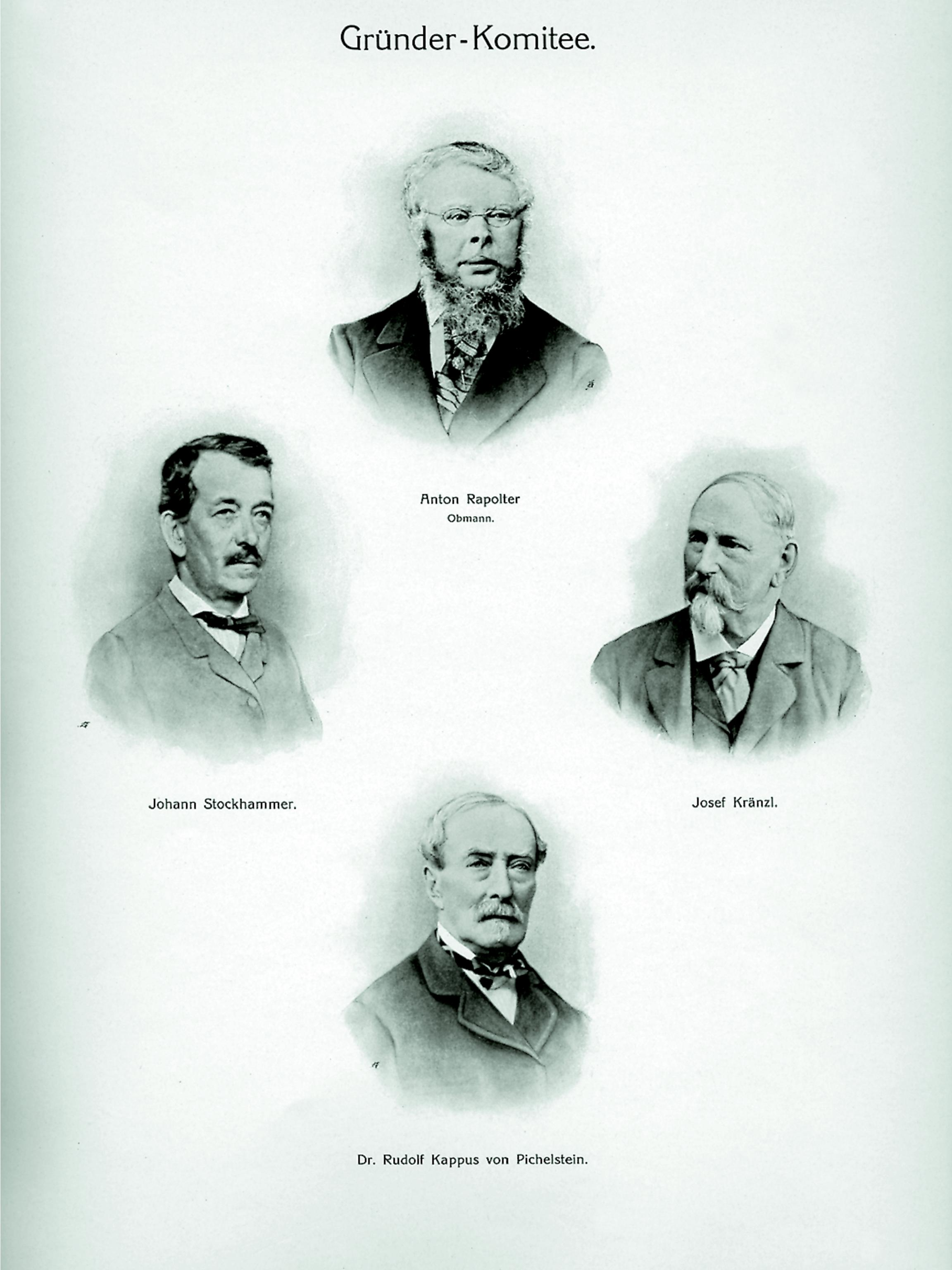
Gründer-Komitee der Sparkasse Ried im Innkreis
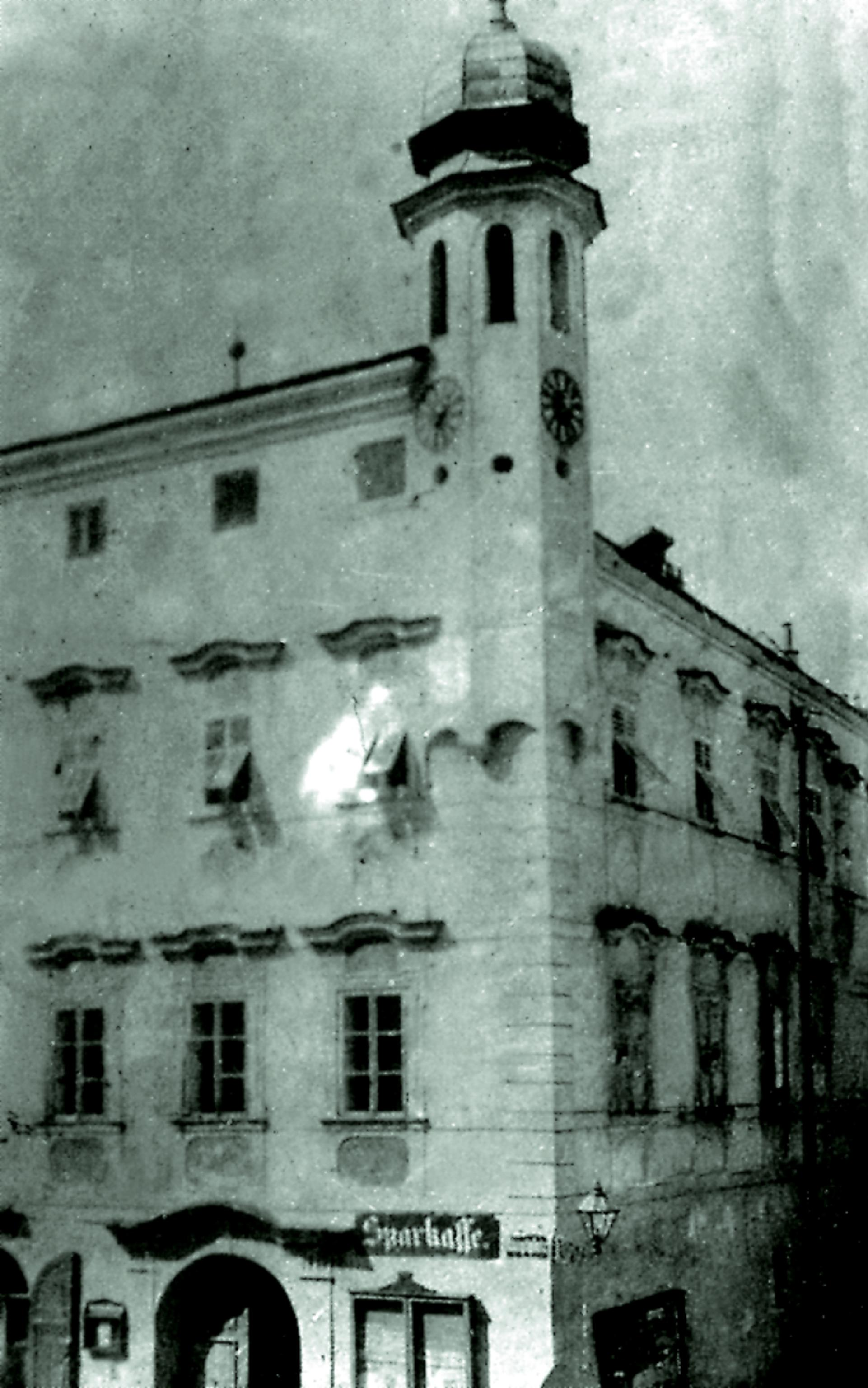
Rathaus der Stadt Ried i.I. vor dem Neubau 1893/1894
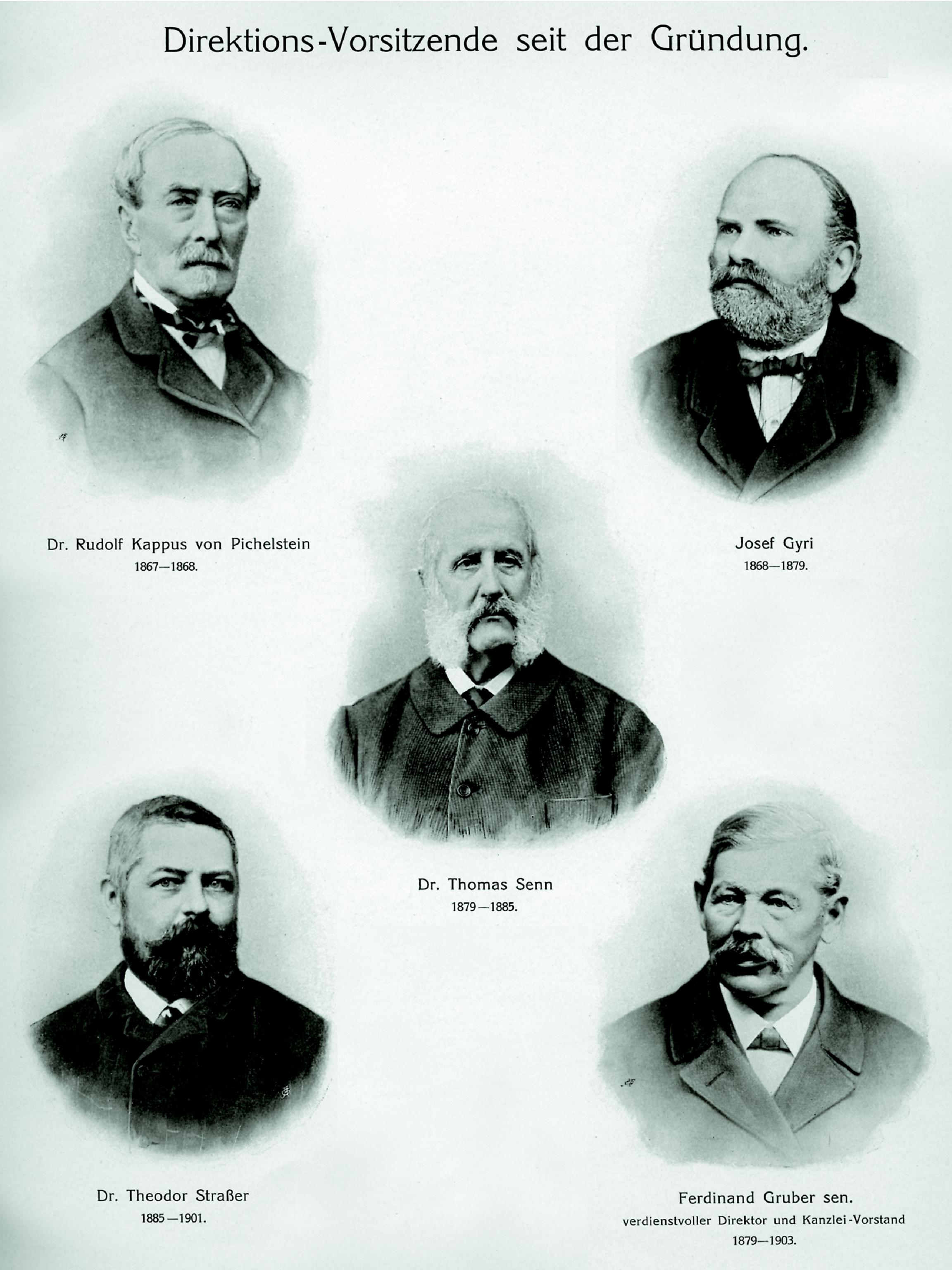
Direktions-Vorsitzende der Sparkasse Ried im Innkreis 1866–1903